# Ordovizonidae
De Ordovizonidae zijn een familie van uitgestorven kreeftachtigen uit de klasse van de Ostracoda (mosselkreeftjes).